# Модная фотография

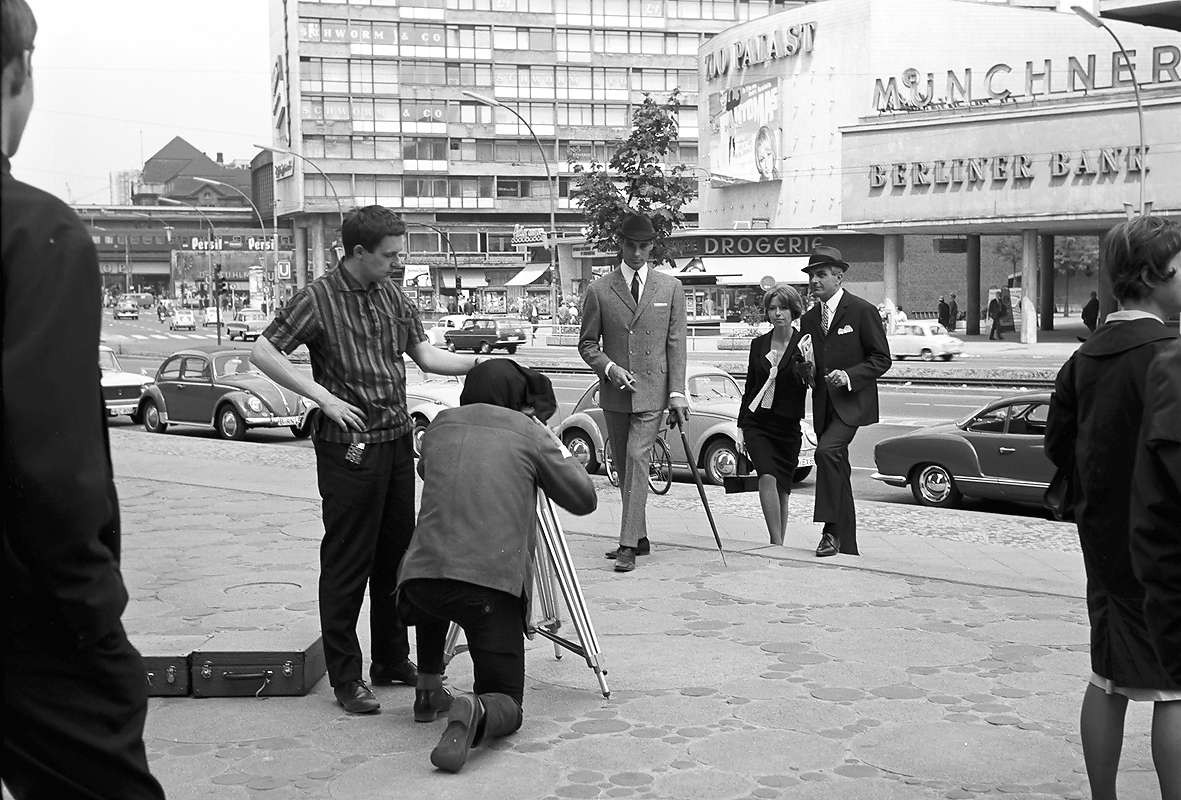
Фотограф делает модную фотографию. Берлин, 1965 год.

Модная фотография, или фешн-фотография (англ. Fashion photography) — жанр фотографии, связанный с демонстрацией модной одежды и других товаров индустрии моды. Данный тип фотографии связан с рекламой товаров, а также модными журналами, таких как Elle, Vogue, Vanity Fair. Модная фотография играет важную роль в создании такого феномена как мода.

## Общая характеристика
Модная фотография нацелена на создание настроения и атмосферы, которые представляют тот или иной стиль жизни. Российский искусствовед Екатерина Васильева обращает внимание на тот факт, что условным итогом модной фотографии становится создание несуществующей идеологии. Она имеет центральное значение в определении механизма формирования ценности. В своей работе Система моды Барт отводит модной фотографии центральную позицию в процессе формировании мифологии моды.

## История

Графиня Кастильоне. Фотограф Пьер-Луи Пирсон (примерно 1863—1865 года)

### Возникновение модной фотографии и XIX столетие
Принято считать, что появление модной фотографии совпадает с изобретением фотографии как техники. Фотографию Уильяма Генри Фокса Тальбо с изображением кружева иногда рассматривают как первый образец модной фотографии на том основании, что она представляет модный элемент или фрагмент одежды. Но это слишком смелое допущение и, фактически, модная фотография появляется много позже — на рубеже XIX и XX вв. В 1856 году Адольф Браун опубликовал книгу, содержащую фотографии Вирджинии Ольдони, итальянской герцогини при дворе Наполеона III. Фотографии изображали её в пышных аристократических нарядах, что сделало герцогиню первой в истории фотомоделью.

### Начало XX столетия
В первой декаде двадцатого века развитие полутоновой печати позволило модной фотографии быть использованной в журналах. Первая публикация фешн-фотографии была сделана во французском журнале La mode pratique. В 1909 Конде Наст приобрёл журнал Vogue, тем самым способствуя внедрению модной фотографии в общественную жизнь. В 1911 году фотограф Эдвард Стейхен создал снимки платьев от парижского кутюрье Поля Пуарэ, которые впоследствии были опубликованы в издании журнала Art et Décoration апреля 1911 года. По словам Джес Александр: «…это считается первой серией снимков современной модной фотографии».

### 1920-е — 1930-е годы
Vogue и Harper's Bazaar были двумя лидирующими журналами в сфере модной фотографии в течение 1920-х и 1930-х годов. Такие фотографы, как Эдвард Стейхен, Джордж Гойнинген-Гюне, Сесил Битон и Хорст П. Хорст преобразовали этот жанр в выдающийся вид искусства. В 1930-х в виду приближения Второй мировой войны Vogue и Harper’s Bazaar обосновались в Соединённых Штатах, где продолжили старое соперничество. В 1936 году Мартин Мункачи сделал первые фотографии моделей в спортивных позах на пляже. Под художественным руководством Алексея Бродович Harper’s Bazaar также начал развивать стиль в своих изданиях. Впоследствии такие фотографы, как Ирвин Пенн, Мартин Мункачи, Ричард Аведон и Луиза Даль-Вульф будут модифицировать модную фотографию. Ричард Аведон совершил революцию в данном направлении, а также переосмыслил роль фешн-фотографа в послевоенное время, создавая снимки современных женщин.

### 1940-е годы
С 1939 года развитие модной фотографии приостановилось вследствие Второй мировой войны. Связь Европы и Америки была нарушена. Рабочие отношения между представителями двух континентов осложнились, так как Франция был оккупирована, а Великобритания перешла на военное положение. Париж, главный законодатель моды того времени, был изолирован от США, в особенности пострадал французский Vogue, который временно приостановил работу в 1940-х годах. В связи с военным событиями, охватившими Европу, модная фотография продолжала существовать только в Америке, все больше приобретая специфический американский стиль. Модели часто позировали с флагами, американскими марками машин и в основном способствовали отображению американских идеалов. То, что осталось от французской и английской традиции в модной фотографии, с другой стороны, часто отражало черты военной поры. «Fashion is Indestructible» Сесил Битона с 1941 года отображал хорошо одетых женщин, рассматривающих развалины Лондона. Похожим образом Ли Миллер начала делать снимки женщин Парижа и Лондона, демонстрирующих последние модели противогазов и ездящих на велосипеде в бигуди по причине отсутствия электричества. Такие фотографии остались страшным напоминанием военных лет, а также подчеркнули рефлексивность модной фотографии в отношении мира моды и публики. Модные фотографы работали над изображением насущных проблем, обрамляя их контекстом моды. Эти фотографии являются особым индикатором модных настроений тех лет. Многие, тем не менее, считали, что модная фотография в течение сурового военного времени была безосновательной и излишней. Однако то малое количество фотографов, которые работали над сохранением индустрии, придали новые оригинальные черты модной фотографии именно в течение военных лет.

## Вторая половина XX века
В послевоенном Лондоне Джон Френч придал новую форму для модной фотографии, которая тиражировано печаталась на газетной бумаге, с помощью которой добивался эффект естественного света и низкого уровня контрастов. В последние годы модная фотография приобрела ещё большую популярность в связи с распространением интернета и онлайн-коммерции.
На смену Ричарду Аведон, Хельмут Ньютон, Франческо Скавулло и Хербу Ритсу пришли такие фотографы, как Патрик Демаршелье, Стивен Мейзел, Марио Тестино, Питер Линдберг и Энни Лейбовиц.

## Теория модной фотографии
Теория модной фотографии сложилась на основе двух основных аналитических дисциплин: теория моды и теория фотографии. Теория фотографии может быть сосредоточена на изучении нескольких направлений, в частности — представление костюма и создание его мифологической программы, фотографические техники и содержательная специфика фотографии. Теория моды затрагивает социальную специфику модной фотографии, ее экономическую платформу и коммерческую основу. Мода и модная фотография формируют единую программу идентичности. Теория модной фотографии сосредоточена на изучении смысловой основы и мифологической программы, которую формирует фотография. Теория модной фотографии представляет собой изучение визуальных, идеологических и смысловых практик.
В различных источниках модная фотография рассматривается не только как утилитарный жанр, ориентированный на демонстрацию и представление одежды, но как главный инструмент формирования идеологической программы в системе моды. «Ее основной принцип — создание идеологий, границы которых выходят далеко за пределы практических задач». Фотография играет первостепенную роль в представлении моды мифологической системой, она оказывается основой модного мифа. Специфика фотографии в целом и модной фотографии в частности такова, что смысл фотографии невозможно свести к единичному значению. «Неопределенность модной фотографии — форма, позволяющая вывести изображение за пределы повседневности». Модная фотография не столько фиксирует существующий факт, сколько конструирует его. Она принимает участие в формировании социальных, идеологических и символических институтов.

## Фотографы
- Ричард Аведон
- Джан Паоло Барбьери
- Лиллиан Бассман
- Сесил Битон
- Марк Бортвик
- Ги Бурден
- Дэвид Бэйли
- Георг Гойнинген-Гюне
- Феликс Гундлах
- Луиза Даль-Вульф
- Патрик Демаршелье
- Андре Дурст
- Коринн Дэй
- Андре Кертес
- Уильям Кляйн
- Энни Лейбовиц
- Питер Линдберг
- Вилли Майвальд
- Стивен Майзел
- Райан Макгинли
- Роберт Мэпплторп
- Ли Миллер
- Сара Мун
- Мартин Мункачи
- Ман Рэй
- Адольф де Мейер
- Жан Батист Мондино
- Ник Найт
- Хельмут Ньютон
- Ирвинг Пенн
- Херб Ритц
- Паоло Роверси
- Жанлу Сьефф
- Юрген Теллер
- Марио Тестино
- Вольфганг Тилльманс
- Дебора Турбевилль
- Тони Фрисселл
- Хорст
- Эдвард Штайхен
- Джеймс Эббе